# Boursinia symmicta
Boursinia symmicta är en fjärilsart som beskrevs av Brandt 1938. Boursinia symmicta ingår i släktet Boursinia och familjen nattflyn. Inga underarter finns listade i Catalogue of Life.